# Matilde da Baviera
Matilde Maria Teresa da Baviera (em alemão:  Mathilde Marie Theresia Henriette Christine Luitpolda von Bayern; Lindau, 17 de agosto de 1877 — Davos, 6 de agosto de 1906) foi a terceira filha do rei Luís III e da rainha consorte Maria Teresa da Áustria-Este e esposa do príncipe Luís Gastão de Saxe-Coburgo-Gota, neto do imperador Pedro II, segundo e último monarca do Império do Brasil.

## Biografia
Matilde nasceu em 17 de agosto de 1877, em Villa Amsee em Lindau, às margens do Lago de Constança. Ela se tornou a sexta criança e a terceira filha na família do então príncipe Luís da Baviera (mais tarde rei Luís III da Baviera) e sua esposa, a arquiduquesa Maria Teresa da Áustria-Este.
O país nessa época era governado por seu primo Luís II, conhecido por seus projetos arquitetônicos. A construção dos castelos de Neuschwanstein, Linderhof e Herrenkimsee estava em andamento.
Em 1886, o rei foi declarado incompetente e o príncipe Leopoldo tornou-se o governante de fato. Matilde era sua neta favorita. A princesa não tinha um relacionamento próximo com sua mãe.

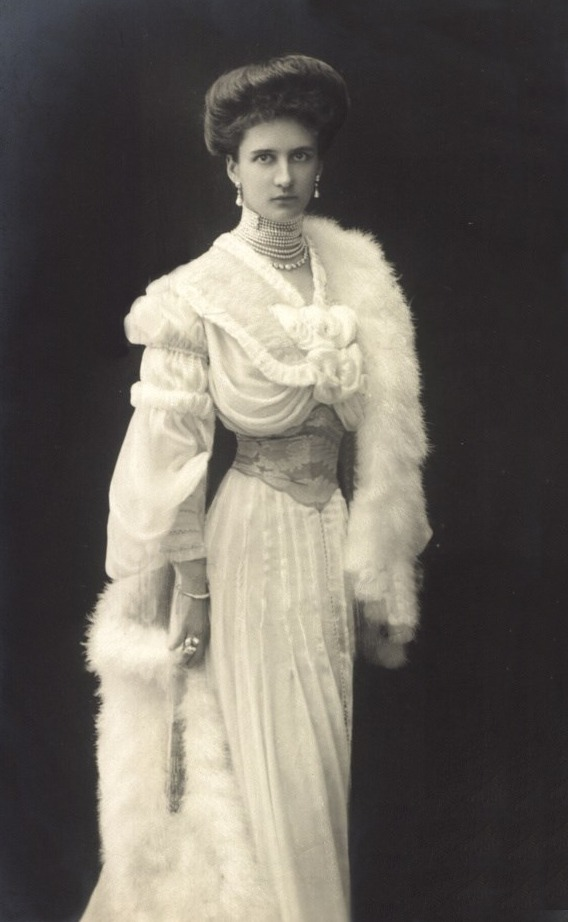
Matilde c. 1900

Em várias ocasiões, seu nome foi associado a candidatos como o príncipe herdeiro italiano Vítor Emanuel, o arquiduque austríaco Francisco Fernando e o duque de Madrid, Jaime da Espanha.

## Casamento e descendência

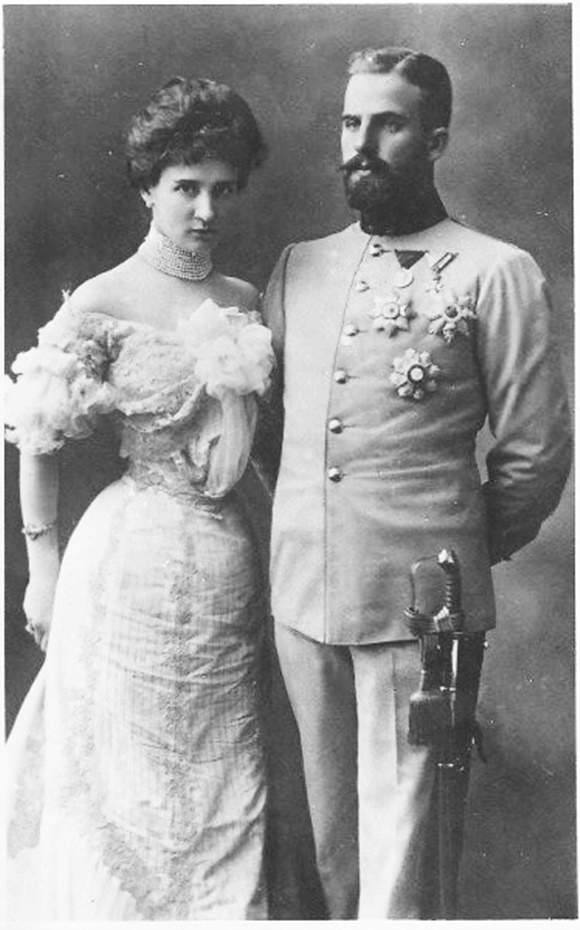
A princesa Matilde e seu marido, o príncipe Luís Gastão de Saxe-Coburgo-Gota

Eventualmente, com 22 anos, Matilde se casou com o príncipe Luís Gastão de Saxe-Coburgo-Gota, de 29 anos, neto de imperador brasileiro, Pedro II. O casamento ocorreu em 1º de maio de 1900 em Munique. O casal tem dois filhos:
- Antônio de Saxe-Coburgo-Gota (Innsbruck, 17 de junho de 1901 – Steyr, 1 de setembro de 1970). Casou-se em 14 de maio 1938 com Luise Mayrhofer; sem descendência.
- Maria Imaculada de Saxe-Coburgo-Gota (Innsbruck, 10 de setembro de 1904 – Varese, 18 de março de 1940). Não se casou.

## Morte
Matilde morreu de tuberculose aos 28 anos, em 6 de agosto de 1906, em Davos, Suíça, onde estava se tratando. Seus restos mortais estão enterrados na Igreja dos Santos Pedro e Paulo, no pequeno vilarejo de Rieden, perto da casa de sua família em Schloss Leutstetten. Seu marido se casou novamente um ano depois com a condessa Anna de Trauttmansdorff-Weinsberg.
Em 1910, a família de Mathilde publicou anonimamente alguns de seus poemas como Traum und Leben: Gedichte einer früh Vollendeten. Em 1913, John Heard os traduziu e publicou em inglês como Life-Dreams: The Poems of a Blighted Life.

## Títulos e estilos
- 17 de agosto de 1877 – 1 de maio de 1900: Sua Alteza Real, a Princesa Matilde da Baviera
- 1 de maio de 1900 – 6 de agosto de 1906: Sua Alteza Real, a Princesa Matilda de Saxe-Coburgo-Gota, Princesa da Baviera, Duquesa da Saxônia